# Legislatura de la Provincia del Chubut
La Legislatura de la provincia del Chubut es el edificio oficial encargado de ejercer el poder legislativo de la Provincia del Chubut. Tiene su sede en la ciudad de Rawson, capital de la provincia.
El Poder Legislativo es ejercido por la Cámara de Diputados, integrado por 27 miembros, elegidos por el pueblo de la provincia en distrito único, correspondiendo 16 diputados al partido que obtenga mayor número de votos y 11 a los demás partidos, en proporción de los votos que hubieren logrado. La legislatura se renueva completamente cada 4 años y los diputados pueden ser reelegidos.
Las facultades, atribuciones y deberes de los legisladores están estipuladas en los Artículos 134 y 135 de la Constitución Provincial. El período de sesiones ordinarias se inicia el 1 de marzo y finaliza el 15 de diciembre de cada año, según lo establecido en el Artículo 131 de la Constitución Provincial.

## Edificio
El edificio de la Legislatura es una obra de casi 8.000 metros cuadrados. La vinculación de los distintos sectores y plantas se concreta con escaleras, ascensores y puentes aéreos vidriados. El edificio también posee una biblioteca y un auditorio.

## Composición actual (2023-2027)
| Diputado                   | Bloque | Bloque                                         |
| -------------------------- | ------ | ---------------------------------------------- |
| Vanesa Abril               |        | Alianza Arriba Chubut                          |
| María Andrea Aguilera      |        | Bloque Despierta Chubut                        |
| Norma Beatriz Arbilla      |        | Alianza Arriba Chubut                          |
| Sixto Osvaldo Bermejo      |        | Bloque Despierta Chubut                        |
| Leonardo Gilberto Bowman   |        | Bloque Despierta Chubut                        |
| Jacqueline Celeste Caminoa |        | Bloque Despierta Chubut                        |
| César Daniel Casal         |        | Bloque Familia Chubutense                      |
| Sonia Aurora Cavagnini     |        | Bloque Despierta Chubut                        |
| Emanuel Coliñir            |        | Alianza Arriba Chubut                          |
| Emanuel Fernández          |        | Bloque Despierta Chubut                        |
| Gustavo Martin Fita        |        | Alianza Arriba Chubut                          |
| Fabián Gandon              |        | Bloque Despierta Chubut                        |
| Tatiana Alejandra Goic     |        | Alianza Arriba Chubut                          |
| Sergio Daniel González     |        | Bloque Despierta Chubut                        |
| Paulina Holgade            |        | Bloque Despierta Chubut                        |
| Daniel Alberto Hollmann    |        | Bloque Despierta Chubut                        |
| Luis Emilio Juncos         |        | Bloque Despierta Chubut                        |
| Leticia Magaldi            |        | Bloque Despierta Chubut                        |
| Sergio Ongarato            |        | Bloque Despierta Chubut                        |
| Karina Elizabeth Otero     |        | Bloque Despierta Chubut                        |
| Juan Horacio Pais          |        | Alianza Arriba Chubut                          |
| Antonio Marcelo Rubio      |        | Partido Independiente del Chubut               |
| Roxana Soldani             |        | Bloque Despierta Chubut                        |
| Andrea Alejandra Toro      |        | Partido Independiente del Chubut               |
| Santiago Vasconcelos       |        | Frente de Izquierda y de Trabajadores - Unidad |
| Sandra Daniela Willatowski |        | Bloque Despierta Chubut                        |
| Claudia Mariela Williams   |        | Alianza Arriba Chubut                          |

## Composición histórica
| 2019-2023                      | 2019-2023 | 2019-2023                    |
| Diputados                      | Bloque    | Bloque                       |
| ------------------------------ | --------- | ---------------------------- |
| María Andrea Aguilera          |           | Unión Cívica Radical         |
| Zulema Margarita Anden         |           | Chubut al Frente             |
| Miguel Agustín Antin           |           | Chubut al Frente             |
| Rossana Beatriz Artero         |           | Chubut Unido                 |
| María Belén Baskovc            |           | Frente de Todos              |
| Adriana Elizabeth Casanovas    |           | Frente de Todos              |
| María Magdalena Cativa         |           | Chubut al Frente             |
| Tirso Ángel Héctor Chiquichano |           | Chubut Unido                 |
| Graciela Palmira Cigudosa      |           | Chubut al Frente             |
| Gabriela Elizabeth de Lucía    |           | Chubut al Frente             |
| Carlos Tomás Eliceche          |           | Visión Peronista             |
| Xenia Adriana Gabella          |           | Chubut al Frente             |
| José Antonio Giménez           |           | Chubut Unido                 |
| Tatiana Alejandra Goic         |           | Cultura, Educación y Trabajo |
| Carlos Gómez                   |           | Chubut al Frente             |
| Roddy Ernesto Ingram           |           | Chubut al Frente             |
| Leila Lloyd Jones              |           | Chubut Unido                 |
| Antonio Sebastián López        |           | Integrando Chubut            |
| Mario Eduardo Mansilla         |           | Frente de Todos              |
| Carlos Hugo Mantegna           |           | Frente de Todos              |
| Emiliano José Mongilardi       |           | Chubut al Frente             |
| Pablo Sebastián Nouveau        |           | Chubut al Frente             |
| Manuel Iván Pagliaroni         |           | Unión Cívica Radical         |
| Juan Horacio Pais              |           | Chubut al Frente             |
| Selva Mónica Saso              |           | Frente de Todos              |
| Claudia Mariela Williams       |           | Chubut al Frente             |
| Rafael Williams                |           | Frente de Todos              |

| 2015-2019                  | 2015-2019 | 2015-2019               |
| Diputados                  | Bloque    | Bloque                  |
| -------------------------- | --------- | ----------------------- |
| Antonio A. Albaini         |           | Chubut Somos Todos      |
| Zulema Margarita Anden     |           | Chubut Somos Todos      |
| Sergio Mario Bruscoli      |           | Convergencia            |
| Jacqueline Celeste Caminoa |           | UCR - Cambiemos         |
| Eduardo José Conde         |           | UCR - Cambiemos         |
| Javier Cunha               |           | Frente de Agrupaciones  |
| María C. de Luca           |           | Chubut Somos Todos      |
| Alfredo di Filippo         |           | Convergencia            |
| Gabriela Dufour            |           | Frente para la Victoria |
| Leandro Espinosa           |           | Frente de Agrupaciones  |
| Gustavo Fita               |           | Frente para la Victoria |
| Jerónimo García            |           | Chubut Somos Todos      |
| Carlos Gómez               |           | Frente para la Victoria |
| David González             |           | Frente para la Victoria |
| José M. Grazzini Agüero    |           | Frente para la Victoria |
| Estela B. Hernández        |           | Frente para la Victoria |
| Roddy Ernesto Ingram       |           | Chubut Somos Todos      |
| Alejandra Johnson Táccari  |           | Chubut Somos Todos      |
| Adrián Gustavo López       |           | Chubut Somos Todos      |
| Mario Eduardo Mansilla     |           | Chubut Somos Todos      |
| Beatriz A. Marcilla        |           | Frente para la Victoria |
| Hefin Blas Meza Evans      |           | Frente para la Victoria |
| Viviana E. Navarro         |           | Frente para la Victoria |
| Manuel Iván Pagliaroni     |           | UCR - Cambiemos         |
| María Florencia Papaiani   |           | Frente de Agrupaciones  |
| María C. Torres Otarola    |           | Frente para la Victoria |
| Javier Hugo Touriñan       |           | Frente para la Victoria |